# Boeing XB-55
Die Boeing XB-55 war ein von Boeing vorgeschlagener Entwurf für einen Turboprop-betriebenen strategischen Bomber.

## Entwicklung und Design
Im Oktober 1947 initiierte die US-Luftwaffe die MX-948-Spezifikation für einen strategischen Bomber, um die Boeing B-47 Stratojet zu ersetzen, die gerade mit den Flugtests begonnen hatte. Boeing, Convair, Douglas, Lockheed, Martin und Republic reichten Angebote für den MX-948-Wettbewerb ein, und Boeings Einreichung, das Modell 474, war ein Bomber großer Reichweite mit Pfeilflügel und vier Allison T40-Turboprops. Im Juni 1948 wurde das Modell 474 zum Gewinner des MX-948-Wettbewerbs erklärt und als XB-55 bezeichnet. Das Projekt wurde jedoch im Januar 1949 abgebrochen, um Geld für die bevorstehende B-52 zu sparen. Eine Strahltriebwerkvariante der XB-55 wurde als Modell 479 vorgeschlagen, aber auch dies blieb nur eine Studie.